# Mistrzostwa Europy w Strzelaniu do Rzutków 2019
Mistrzostwa Europy w Strzelaniu do Rzutków 2019 – zawody strzeleckie rozegrane w ramach mistrzostw Europy w Lonato w dniach 3–17 września 2019 roku.

## Medaliści
Seniorzy
| Konkurencja          | Data        | Złoto                                                            | Srebro                                                           | Brąz                                                             |
| Mężczyźni            |             |                                                                  |                                                                  |                                                                  |
| Trap                 | 7 września  | Jiří Lipták                                                      | Aaron Heading                                                    | Mauro De Filippis                                                |
| Trap (druż.)         | 8 września  | Włochy · Mauro De Filippis · Valerio Grazini · Giovanni Pellielo | Chorwacja · Josip Glasnović · Marko Germin · Anton Glasnović     | Francja · Sébastien Guerrero · Clement Bourgue · Antonin Desert  |
| Trap podwójny        | 10 września | Daniele Di Spigno                                                | Ignazio Tronca                                                   | Andrea Vescovi                                                   |
| Skeet                | 14 września | Jakub Tomeček                                                    | Tammaro Cassandro                                                | Nikolaos Mawrommatis                                             |
| Skeet (druż.)        | 15 września | Czechy · Jakub Tomeček · Tomáš Nýdrle · Jaroslav Lang            | Francja · Emmanuel Petit · Eric Delaunay · Anthony Terras        | Cypr · Dimitris Konstantinou · George Kazakos · Jeorjos Achileos |
| Kobiety              |             |                                                                  |                                                                  |                                                                  |
| Trap                 | 6 września  | Darja Siemianowa                                                 | Jessica Rossi                                                    | Alessandra Perilli                                               |
| Trap (druż.)         | 8 września  | Włochy · Fiammetta Rossi · Jessica Rossi · Silvana Stanco        | Hiszpania · María Quintanal · Fátima Gálvez · Beatriz Martínez   | Wielka Brytania · Abbey Ling · Sarah Wixey · Charlotte Hollands  |
| Trap podwójny        | 10 września | Claudia De Luca                                                  | Sofia Maglio                                                     | Anne Focan                                                       |
| Skeet                | 13 września | Danka Barteková                                                  | Andri Eleftheriou                                                | Barbora Šumová                                                   |
| Skeet (druż.)        | 15 września | Włochy · Diana Bacosi · Chiara Cainero · Simona Scocchetti       | Słowacja · Danka Barteková · Lucia Kopčanová · Veronika Sýkorová | Rosja · Zilja Batyrszina · Albina Szakirowa · Anna Żadnowa       |
| Konkurencje mieszane |             |                                                                  |                                                                  |                                                                  |
| Trap (mikst)         | 9 września  | Hiszpania · Fátima Gálvez · Alberto Fernández                    | Francja · Carole Cormenier · Antonin Desert                      | Włochy · Jessica Rossi · Mauro De Filippis                       |
| Skeet (mikst)        | 16 września | Rosja · Zilja Batyrszina · Nikałaj Tepplyj                       | Francja · Lucie Anastassiou · Anthony Terras                     | Wielka Brytania · Amber Hill · Ben Llewellin                     |

Juniorzy
| Konkurencja          | Data        | Złoto                                                         | Srebro                                                                       | Brąz                                                               |
| Mężczyźni            |             |                                                               |                                                                              |                                                                    |
| Trap                 | 7 września  | Murat İlbilgi                                                 | Lorenzo Ferrari                                                              | Jason Picaud                                                       |
| Trap (druż.)         | 8 września  | Finlandia · Teemu Ruutana · Matias Koivu · Juho Mäkelä        | Wielka Brytania · Michael Bovingdon · Thomas Betts · Theo Ling               | Włochy · Lorenzo Ferrari · Matteo D'Ambrosi · Edoardo Antonioli    |
| Trap podwójny        | 10 września | Jacopo Duprè de Foresta                                       | Marco Carli                                                                  | Lorenzo Franquillo                                                 |
| Skeet                | 14 września | Aleksandr Iwanow                                              | Sotiris Andreou                                                              | Petros Englezoudis                                                 |
| Skeet (druż.)        | 15 września | Czechy · Daniel Korčák · Josef Stránský · Radek Prokop        | Niemcy · Christopher Honkomp · Arne Hollensteiner · John Kellinghaus         | Cypr · Sotiris Andreou · Petros Englezoudis · Kleanthis Warnawides |
| Kobiety              |             |                                                               |                                                                              |                                                                    |
| Trap                 | 6 września  | Mar Molné                                                     | Sofia Littamè                                                                | Maria Coelho                                                       |
| Trap (druż.)         | 8 września  | Rosja · Polina Kniaziewa · Polina Bojko · Tatjana Sarnska     | Niemcy · Kathrin Murche · Marie-Louis Meyer · Johanna Brandt                 | Włochy · Sofia Littamè · Gaia Ragazzini · Greta Luppi              |
| Skeet                | 13 września | Eva-Tamara Reichert                                           | Vanesa Hocková                                                               | Jelena Buchonowa                                                   |
| Skeet (druż.)        | 15 września | Słowacja · Vanesa Hocková · Dominika Buzášová · Diana Marková | Rosja · Jelizawieta Jewgrafowa · Jelena Buchonowa · Jelizawieta Bojarszinowa | Niemcy · Eva-Tamara Reichert · Johanna Wedekind · Maria Volkhardt  |
| Konkurencje mieszane |             |                                                               |                                                                              |                                                                    |
| Trap (mikst)         | 9 września  | Włochy · Sofia Littamè · Lorenzo Ferrari                      | Polska · Sandra Bernal · Remigiusz Charkiewicz                               | Włochy · Gaia Ragazzini · Edoardo Antonioli                        |
| Skeet (mikst)        | 16 września | Niemcy · Eva-Tamara Reichert · Christopher Honkomp            | Rosja · Jelizawieta Jewgrafowa · Andriej Danilenkow                          | Cypr · Anastasia Eleftheriou · Petros Englezoudis                  |

## Klasyfikacja medalowa
Konkurencje w trapie podwójnym nie zostały uwzględnione w tabeli.
| Poz.  | Reprezentacja   | złoto | srebro | brąz | Razem |
| ----- | --------------- | ----- | ------ | ---- | ----- |
| 1.    | Włochy          | 4     | 4      | 5    | 13    |
| 2.    | Rosja           | 4     | 2      | 2    | 8     |
| 3.    | Czechy          | 4     | 0      | 1    | 5     |
| 4.    | Niemcy          | 2     | 2      | 1    | 5     |
| 5.    | Słowacja        | 2     | 2      | 0    | 4     |
| 6.    | Hiszpania       | 2     | 1      | 1    | 4     |
| 7.    | Finlandia       | 1     | 0      | 0    | 1     |
| 7.    | Turcja          | 1     | 0      | 0    | 1     |
| 9.    | Francja         | 0     | 3      | 2    | 5     |
| 10.   | Cypr            | 0     | 2      | 4    | 6     |
| 11.   | Wielka Brytania | 0     | 2      | 2    | 4     |
| 12.   | Chorwacja       | 0     | 1      | 0    | 1     |
| 12.   | Polska          | 0     | 1      | 0    | 1     |
| 14.   | Grecja          | 0     | 0      | 1    | 1     |
| 14.   | San Marino      | 0     | 0      | 1    | 1     |
| Razem | Razem           | 20    | 20     | 20   | 60    |

## Reprezentacja Polski
Seniorzy
| Zawodnik                                                  | Konkurencja   | Kwalifikacje | Kwalifikacje | Ćwierćfinał                | Półfinał   | Finał | Finał   |
| Zawodnik                                                  | Konkurencja   | Wynik        | Pozycja      | Przeciwnik                 | Przeciwnik | Wynik | Pozycja |
| --------------------------------------------------------- | ------------- | ------------ | ------------ | -------------------------- | ---------- | ----- | ------- |
| Piotr Kowalczyk                                           | Trap          | 111          | 45.          | —                          | —          | NQ    | NQ      |
| Tomasz Pasierbski                                         | Trap          | 110          | 52.          | —                          | —          | NQ    | NQ      |
| Natalia Szamrej                                           | Skeet         | 115          | 13.          | —                          | —          | NQ    | NQ      |
| Aleksandra Jarmolińska                                    | Skeet         | 111          | 28.          | —                          | —          | NQ    | NQ      |
| Agnieszka Sieracka                                        | Skeet         | 107          | 32.          | —                          | —          | NQ    | NQ      |
| Natalia Szamrej Aleksandra Jarmolińska Agnieszka Sieracka | Skeet (druż.) | 333          | 7.           | Słowacja · Nie przystąpiły | NQ         | NQ    | NQ      |

Juniorzy
| Zawodnik              | Konkurencja | Kwalifikacje | Kwalifikacje | Finał | Finał   |
| Zawodnik              | Konkurencja | Wynik        | Pozycja      | Wynik | Pozycja |
| --------------------- | ----------- | ------------ | ------------ | ----- | ------- |
| Remigiusz Charkiewicz | Trap        | 106          | 21.          | NQ    | NQ      |
| Daniel Mrozek         | Trap        | 99           | 34.          | NQ    | NQ      |
| Kacper Baksalary      | Skeet       | 113          | 26.          | NQ    | NQ      |
| Sandra Bernal         | Trap        | 102          | 15.          | NQ    | NQ      |